# Caballo marismeño
El caballo marismeño es una variedad de caballo cimarrón y semicimarrón española, autóctona del espacio natural de Doñana, en la comunidad autónoma de Andalucía. Oficialmente está reconocida como raza de caballo en peligro de extinción.

## Características
Al igual que otros caballos ibéricos, el marismeño presenta formas redondeadas, perfil subconvexo, cuello arqueado y cola baja. La capa suele ser torda o castaña y la alzada similar a la del caballo andaluz. De hecho, el caballo marismeño puede considerarse en muchos aspectos como una variedad rústica del caballo andaluz, por lo que quizá sea un antepasado de éste. Sus cascos y pezuñas son más anchos, lo que facilita el tránsito por los humedales, y sus crines menos espesas y llamativas que las del caballo andaluz. Su rusticidad se debe a la selección natural, no a la humana. 
Sus propietarios valoran este caballo por su capacidad de trabajo, adaptación, valentía, lo que le hace muy útil para las labores de campo y apto para la doma vaquera, es muy resistente a las enfermedades y no requiere mucho alimento.

## Población
El área de distribución del caballo marismeño es muy reducida, limitándose principalmente a las Marismas del Guadalquivir, especialmente en las localidades de Almonte y de Hinojos, en la provincia de Huelva. La Saca de las Yeguas se realiza cada 26 de junio, en Almonte y una feria local donde se reúnen todas los caballos para proceder a su marcado, corte de las crines y cola, selección y venta de algunos ejemplares. También se celebran carreras de cintas, concurso morfológico y subasta de ganado marismeño y burros. Estas actividades tienen un gran parecido con la Rapa das Bestas, en Galicia.